# Aangegoten sok

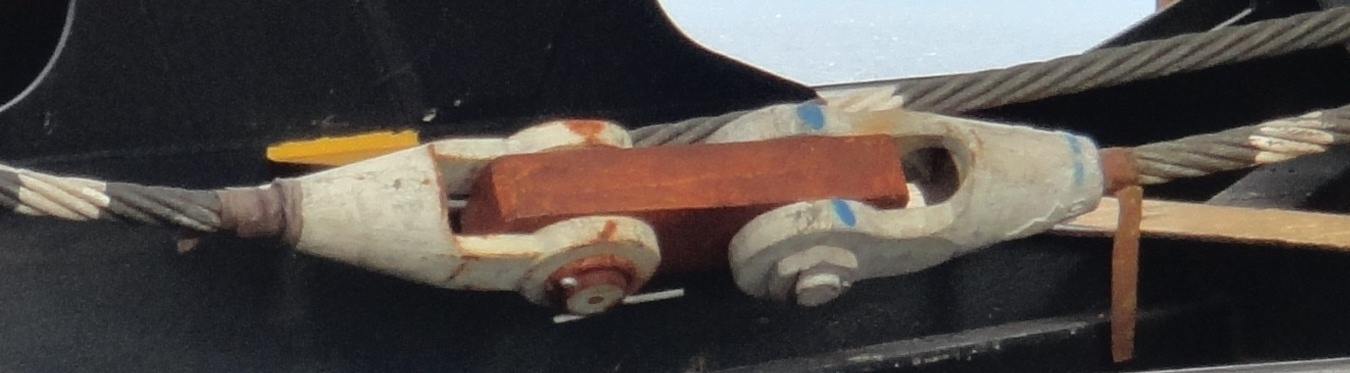
Open aangegoten sokken.

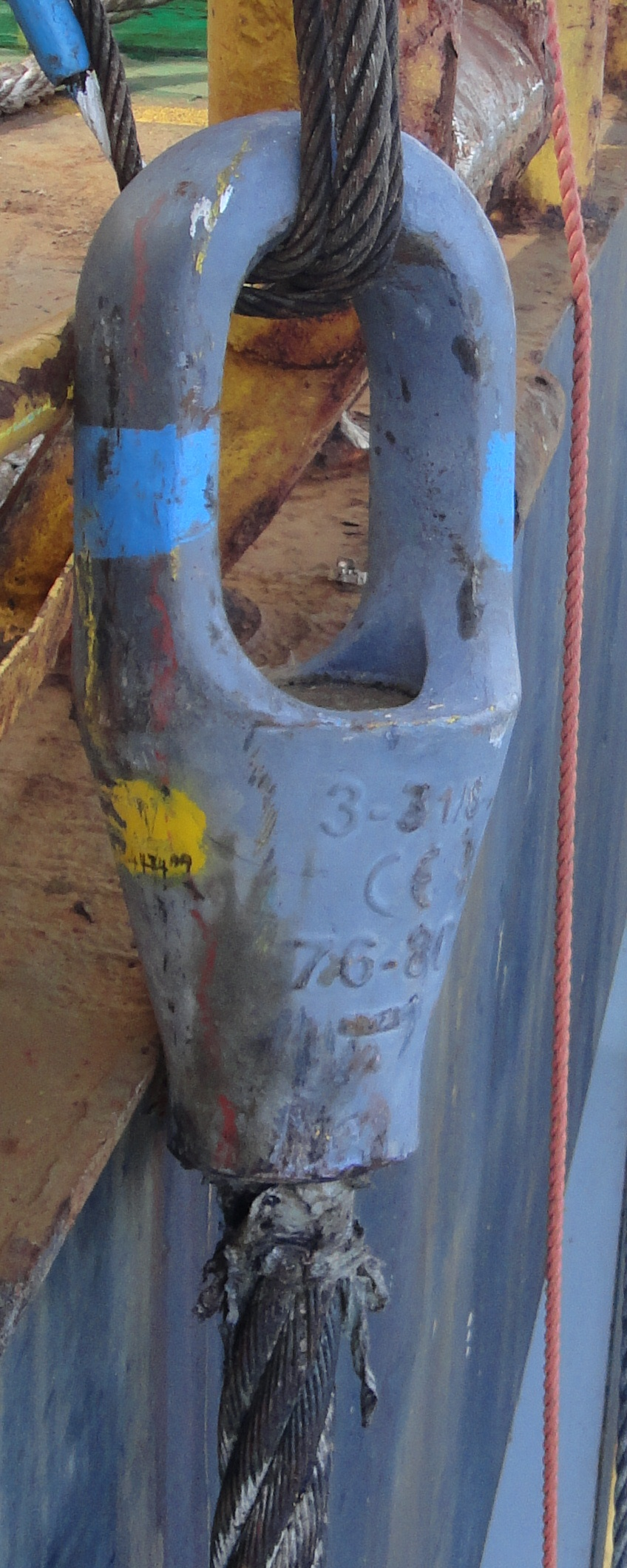
Gesloten aangegoten sok.

Een aangegoten sok (spelter socket) is een eindverbinding voor een staalkabel waarbij de sok aan de kabel wordt bevestigd door de kabel in het smalle uiteinde van de sok in te brengen. De strengen aan het uiteinde worden daarna uit elkaar gehaald waarna de sok wordt gevuld met gesmolten zink of tegenwoordig vaak een epoxy. Deze eindverbinding heeft een zeer groot verbindingsrendement zodat de werklast van een draad vrijwel niet wordt beïnvloed. De aangegoten sok is er in zowel een open als gesloten variant.